# 48 î.Hr.

## Evenimente
- Bătălia de la Pharsalus. Luptă decisivă în războiul civil dintre Iulius Caesar și Pompei, desfășurată în Grecia,  încheiată cu înfrângerea lui Pompei.

## Decese
- dată necunoscută: Titus Annius Milo  (n. 95 î.Hr.)